# Кобра (спецподразделение)
Кобра (укр. Гірськострілецький батальйон спеціального призначення «Кобра») — горнострелковый батальон специального назначения Национальной гвардии МВД Украины. С 2000 года в структуре внутренних войск МВД Украины. С 2014 года расформирован.

## Задачи
Основными задачами подразделения является поиск и уничтожение незаконных вооруженных формирований в горной местности, освобождение заложников, задержание или ликвидация особо опасных преступников, борьба с диверсионно-разведывательными подразделениями противника. В условиях возникновения вооруженного конфликта, «Кобра» способна выполнять общевойсковые функции глубинной разведки и диверсионного подразделения, способна захватывать и удерживать горные перевалы, осуществлять обходные и фланговые маневры в горной и сильно пересеченной местности.

## История
В 1996 году по инициативе командующего войсками Национальной гвардии Украины генерал-майора В. Кухарца, под влиянием опыта боевых действий на Кавказе и в других республиках бывшего Советского союза (Нагорный Карабах, Тбилиси, Сухуми, Приднестровье), в Крыму в составе 7-й дивизии НГУ были сформированы два горнострелковых батальона: «Кобра» в Севастополе, Балаклава и «Лаванда» в Симферополе.
К их подготовке командование батальонов привлекли в качестве инструкторов опытных членов Севастопольского филиала Украинской федерации альпинизма и Симферопольского клуба спелеологии. Через год своего существования горные стрелки Крыма решили одну из главных своих задач — комплектование призывниками, прошедшими первоначальную горную и альпинистскую подготовку в спортивных клубах Украины. Постоянными участниками тренировок и учений в крымских горах совместно с горными стрелками НГУ в Севастополе стали морская пехота и подразделения морских диверсантов ВМС Украины, которые базировались на острове Первомайский в Очакове.
29 марта 1999 года впервые в истории Национальной гвардии состоялись бригадные учения с боевой стрельбой. 7-й дивизии развернула боевые действия на высокогорном Ангарском полигоне в Крыму. Один батальон блокировал «банду боевиков» в горном массиве, а бойцы обоих горнострелковых батальонов штурмовали скалы, вытесняя «банду» на заранее подготовленную огневую позицию бригады зенитно-артиллерийского и пушечного противотанкового дивизионов, минометная батарея, танки и БМП. Кроме этого, на учениях участвовали спецназ Главного управления «А» СБУ, силы Государственной службы охраны и пограничники. Командовал дивизией генерал-майор Шевченко, батальоном «Кобра» — майор Степанюк Александр Сергеевич.
30 января 2000 года Национальная гвардия Украины была расформирована, батальон «Кобра» был передан в ведение внутренних войск МВД Украины.